# Église Saint-Symphorien de Grézac
L'église Saint-Symphorien est une église située à Grézac, dans le département français de la Charente-Maritime en région Nouvelle-Aquitaine.

## Historique
La crypte est classée au titre des Monuments historiques par arrêté du 14 mars 1944 et l'église par arrêté du 17 août 1945.

## Galerie

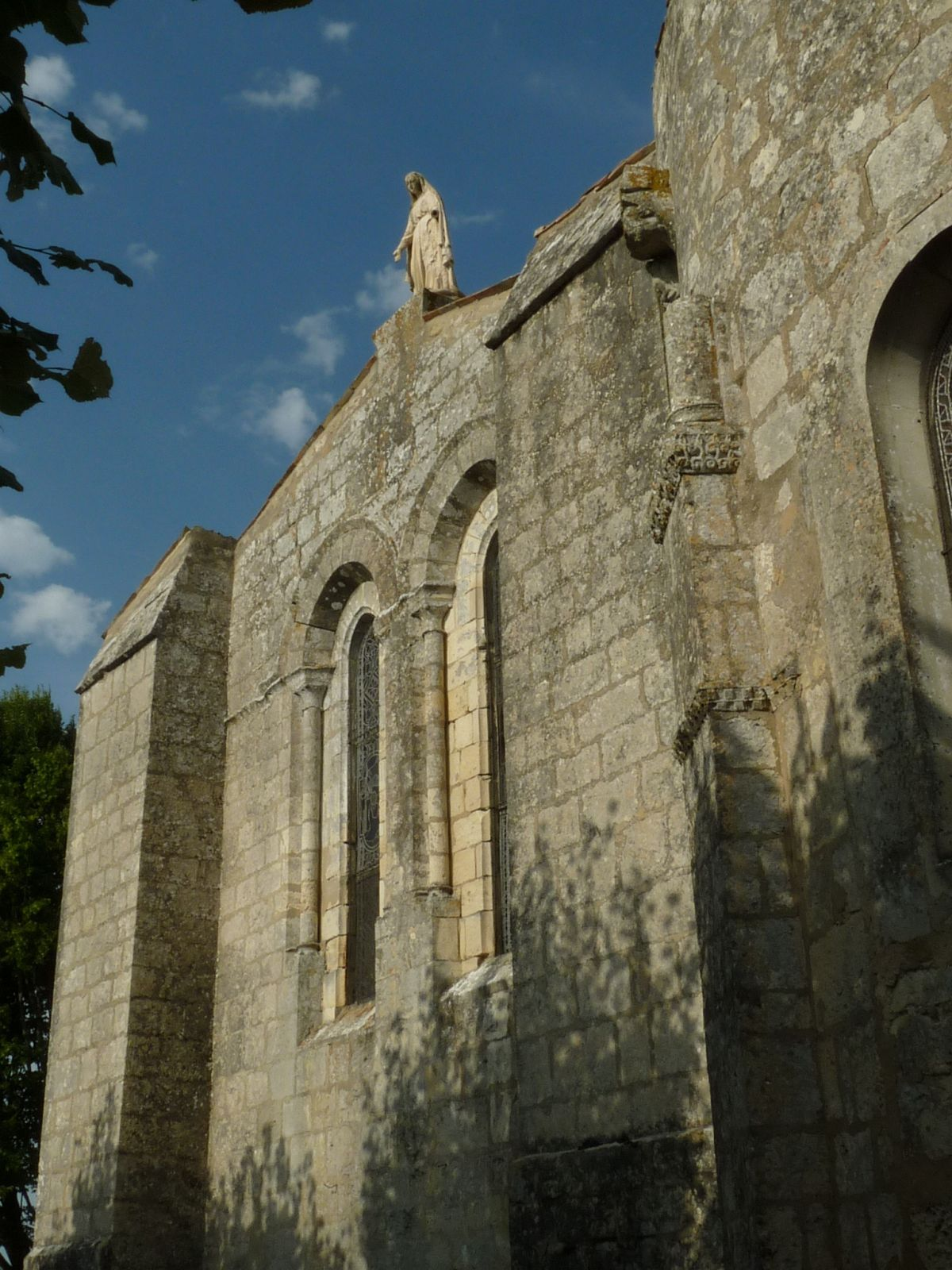
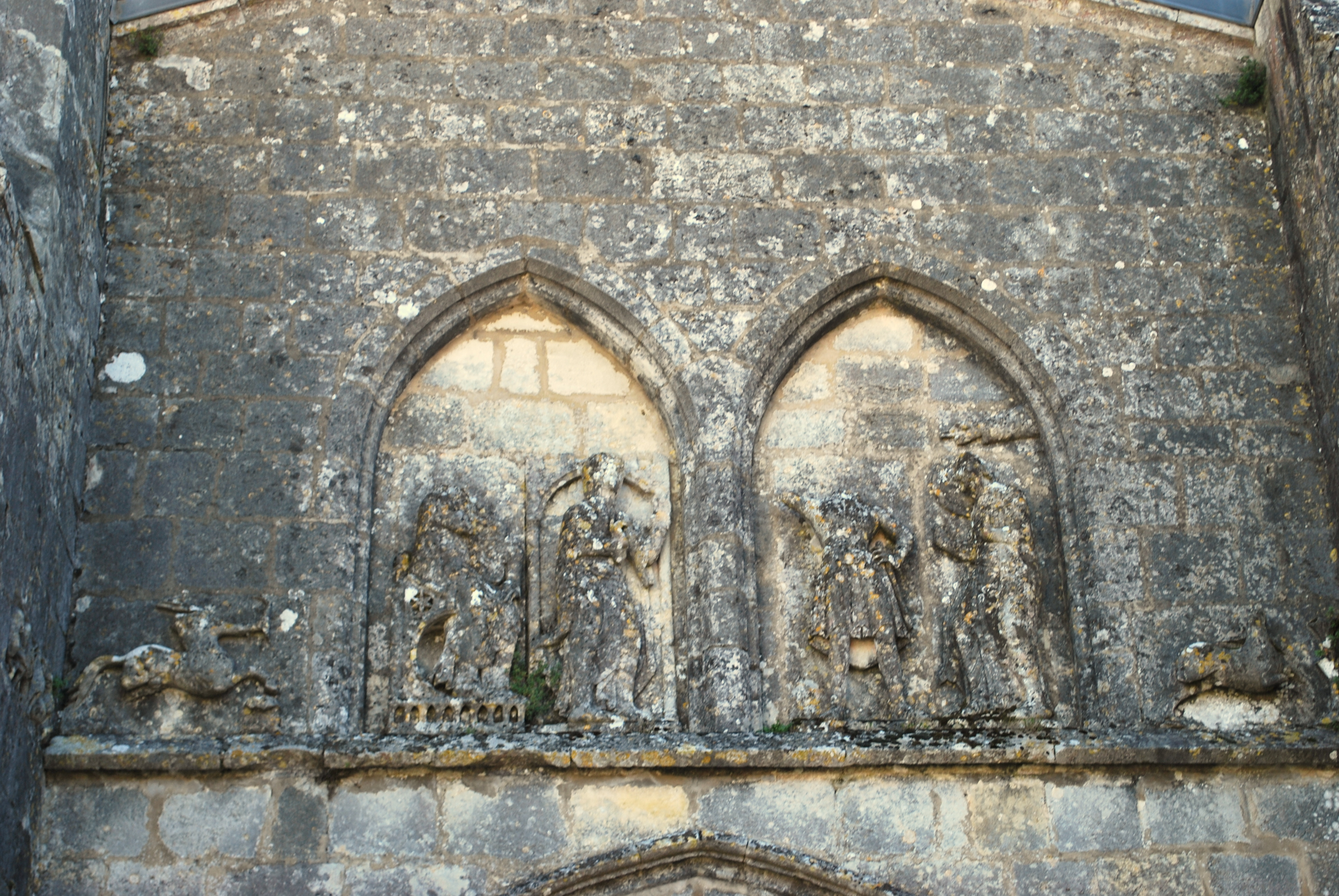
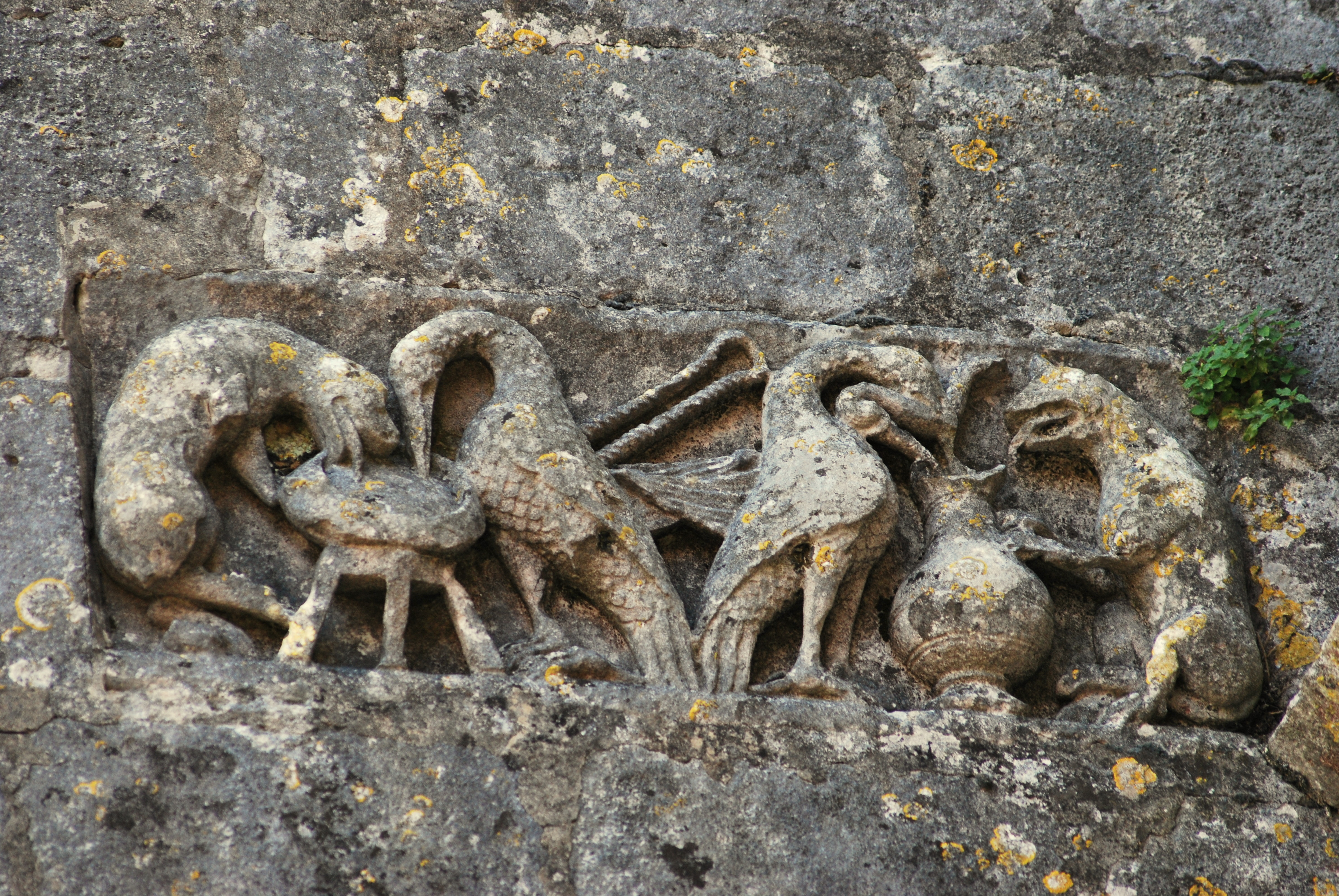
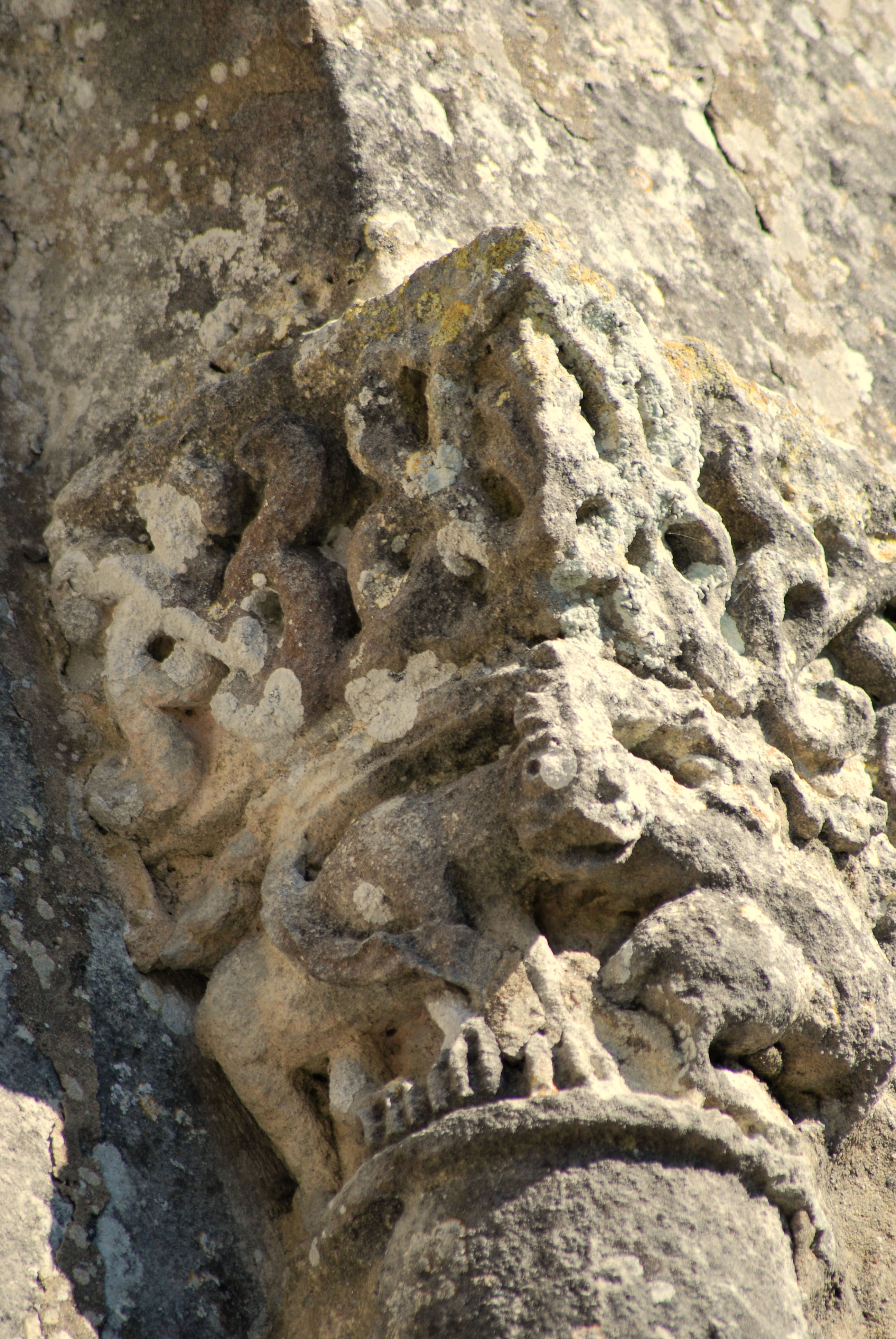